# Bastelicaccia
Bastelicaccia (Corsicaans: Bastilicaccia of A Bastirgaccia) is een gemeente in het Franse departement Corse-du-Sud (regio Corsica). De gemeente telde 4.258 inwoners op 1 januari 2022. De plaats maakt deel uit van het arrondissement Ajaccio.

## Geschiedenis
Archeologische vondsten wijzen op de aanwezigheid van een Romeinse nederzetting in het gehucht Bottacina. In de 18e eeuw ontwikkelde Bastelica zich als landbouwdorp waar wijndruiven en citrusvruchten werden verbouwd. Vanaf 1830 ontwikkelde zich een nieuwe woonkern rond de kapel van Bastelicaccia. Deze groeide snel en in 1863 werd de gemeente Bastelicaccia opgericht. De gemeente groeide verder dankzij de nabijheid van de stad Ajaccio.

## Geografie
De oppervlakte van Bastelicaccia bedroeg op 1 januari 2022 18,21 vierkante kilometer; de bevolkingsdichtheid was toen 233,8 inwoners per km².
De gemeente ligt in de valleien van de Prunelli en de Gravona.
De onderstaande kaart toont de ligging van Bastelicaccia met de belangrijkste infrastructuur en aangrenzende gemeenten.

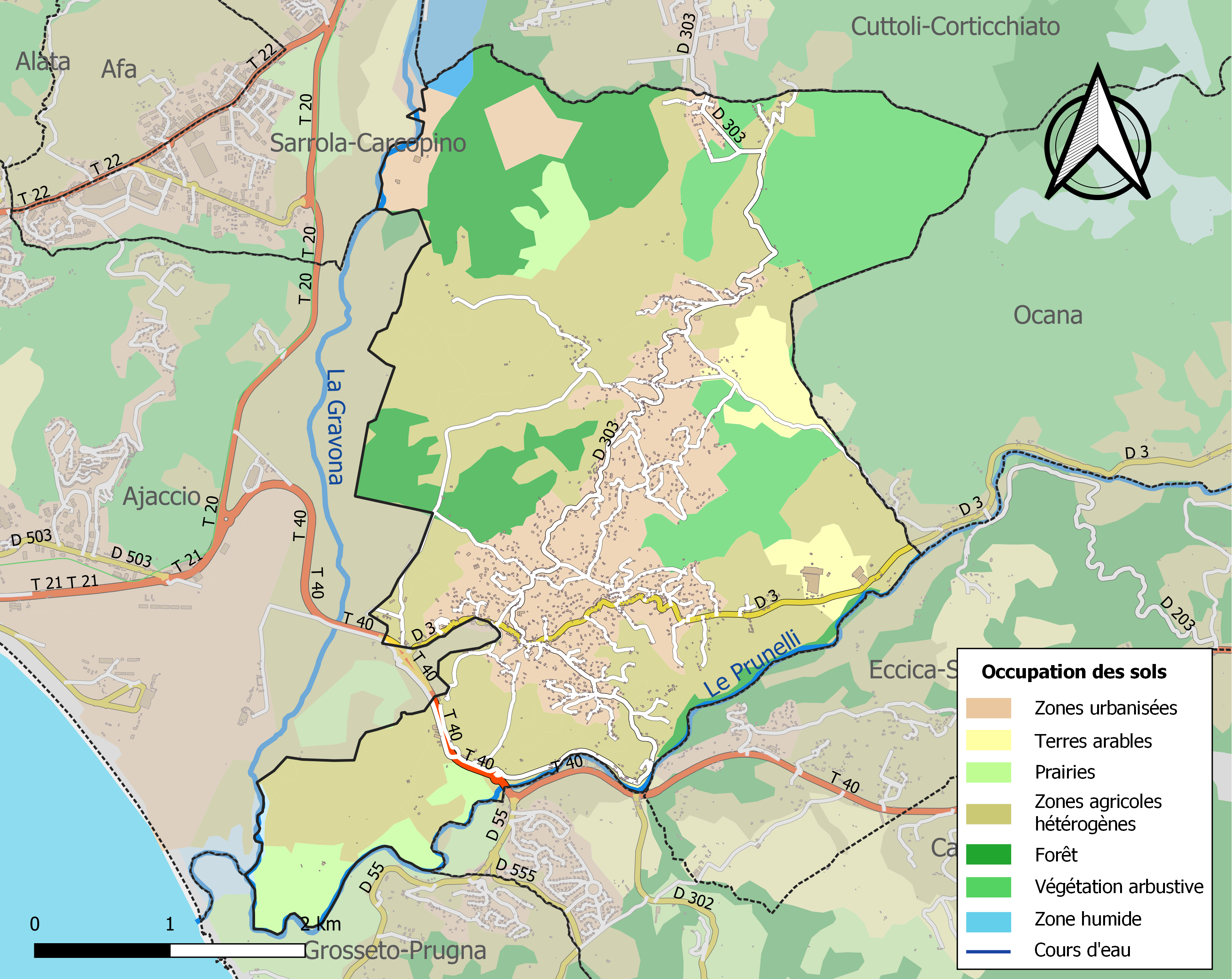

## Demografie
Onderstaande figuur toont het verloop van het inwonertal (bron: INSEE-tellingen).

Vanwege een beveiligingsprobleem met de MediaWiki Graph-software is het momenteel niet mogelijk deze grafiek weer te geven. Zodra de software is bijgewerkt zal de grafiek vanzelf weer zichtbaar worden.